# Паљијеро Кјеза (Кунео)
Паљијеро Кјеза је насеље у Италији у округу Кунео, региону Пијемонт.
Према процени из 2011. у насељу је живело 3 становника. Насеље се налази на надморској висини од 1018 м.